# Talita Antunes da Rocha
Pour les articles homonymes, voir Antunes et Rocha (homonymie).
Talita Antunes da Rocha, née le 29 août 1982, est une joueuse de beach-volley brésilienne. Elle faisait équipe jusqu'en décembre 2012 avec Maria Elisa Mendes Ticon Antonelli, formant la paire à succès Talita-Antonelli.

## Carrière

### Les débuts
Talita commence sa carrière à l'âge de 20 ans lors du Tournoi Open de Vitoria (Brésil) en 2002. Elle s'associe alors avec sa compatriote Renata Martins Ribeiro. La carrière professionnelle de Talita commence véritablement en 2005, toujours avec Renata. Le duo remporte cinq tournois Open sur le FIVB Beach Volley World Tour entre 2005 et 2008, date où les deux femmes prennent des directions divergentes.

### Le partenariat Talita-Antonelli

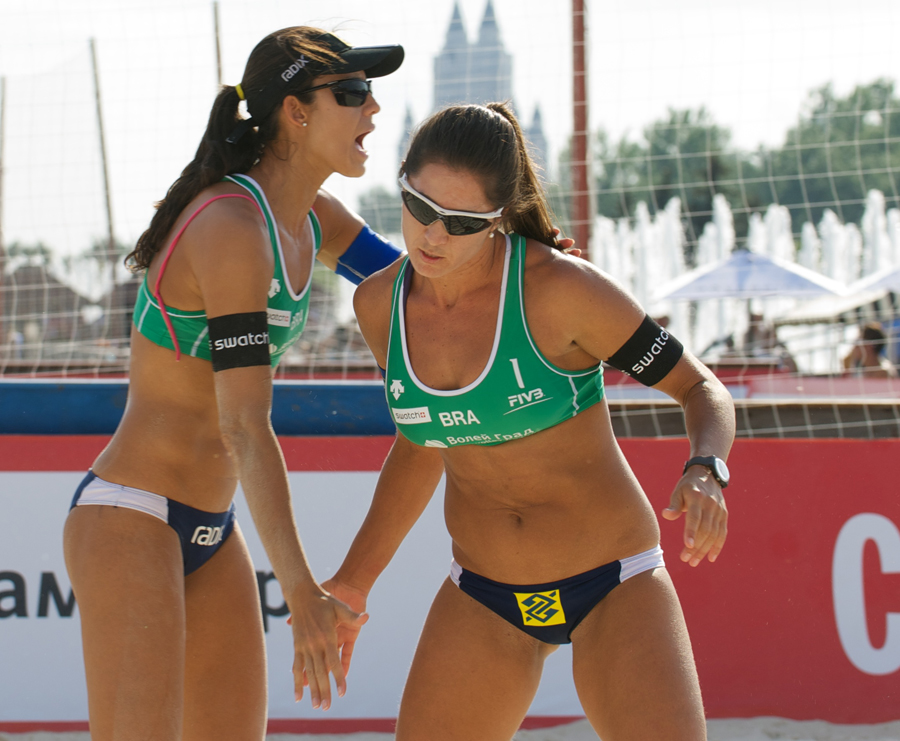
Talita (g) avec Maria Antonelli, Moscou 2011

À partir du début d'année 2009, Talita s'associe avec Maria Elisa Mendes Ticon Antonelli. Talita et Antonelli ont remporté le Circuit brésilien dans leur toute première saison, ainsi que la médaille de bronze aux Championnats du Monde 2009 à Stavanger (Norvège), puis a terminé cinquième à Rome en 2011, toujours avec Maria Antonelli. Elles se sont également qualifiées pour les Jeux olympiques de Londres en 2012, où elles ont terminé neuvièmes.
Elles se séparent cependant à la fin de l'année 2012. "Nous avons connu quatre années de succès et avons eu plus de plaisirs que de déconvenues. Mais ce cycle arrive à son terme et nous voulons le clore sur une réussite", a déclaré Talita pour expliquer la séparation de leur duo en décembre 2012.

### Le partenariat Talita-Lima
A la recherche d'une nouvelle partenaire, Talita s'est alors associée avec l'excellente joueuse Taiana Lima. Cette séparation a donné raison à Talita, puisque la nouvelle paire Talita-Lima a remporté cinq tournois du FIVB Beach Volley World Tour 2013 : Shanghai, La Haye, Rome, Long Beach & Berlin. Aux Championnats du Monde 2013 à Stare Jabłonki, elles atteignent le tour principal, battues par les Allemandes Ludwig-Walkenhorst.
Pour la présente année 2014, elles cumulent trois cinquièmes places, et échouent en finale du Grand Chelem de Moscou (Russie).

## Palmarès

### Jeux olympiques d'été
- Quatrième en 2016 à Rio de Janeiro avec Larissa França

### Championnats du Monde de beach-volley
- Médaille de bronze en 2009 à Stavanger avec Maria Antonelli
- Médaille de bronze en 2017 à Vienne avec Larissa França

### Jeux panaméricains
- Aucune performance significative à ce jour...